# Serra de Niarte
La Serra de Niarte és una serra situada entre els municipis d'Alins i de la Vall de Cardós a la comarca del Pallars Sobirà, amb una elevació màxima de 1.927 metres.